# Усть-Нарин
Усть-Нари́н (бур. Наринай Адаг) — село в муниципальном районе «Могойтуйский район» Агинского Бурятского округа в Забайкальском крае Российской Федерации. Административный центр сельского поселения «Усть-Нарин».
Население — 482 чел. (2021).

## География
Находится в горной местности на северо-востоке района, на левобережной части долины реки Ага, в 56 км в направлении восток-север-восток от пгт Могойтуй.

## История
Село официально образовано в 1986 году.

## Население
| 1989 | 2002 | 2010 | 2012 | 2013 | 2014 | 2015 |
| ---- | ---- | ---- | ---- | ---- | ---- | ---- |
| 807  | ↘693 | ↘581 | ↘551 | ↗557 | ↘535 | ↘534 |
| 2017 | 2021 |      |      |      |      |      |
| ↘519 | ↘482 |      |      |      |      |      |

## Инфраструктура
Образование
МОУ «Усть-Наринская средняя общеобразовательная школа»
Медицина
ФАП .
Экономика
Агрофирма Усть-Нарин (животноводство — свиньи, овцы, козы).

## Транспорт
Проходит дорога регионального значения «Могойтуй — Боржигантай».